# Oncidium graminifolium
Oncidium graminifolium là một loài phong lan có ở México tới Trung Mỹ.

## Hình ảnh

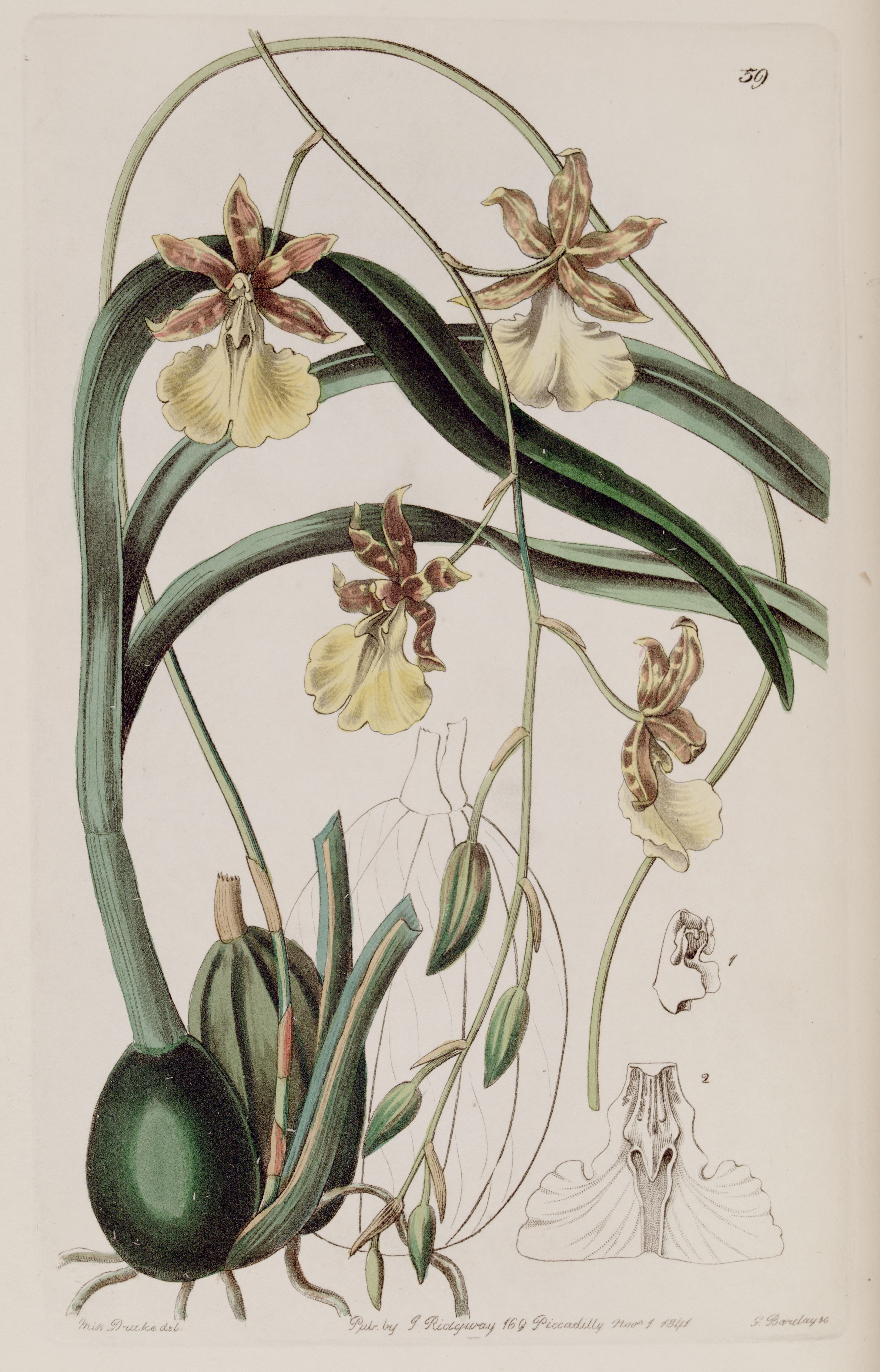
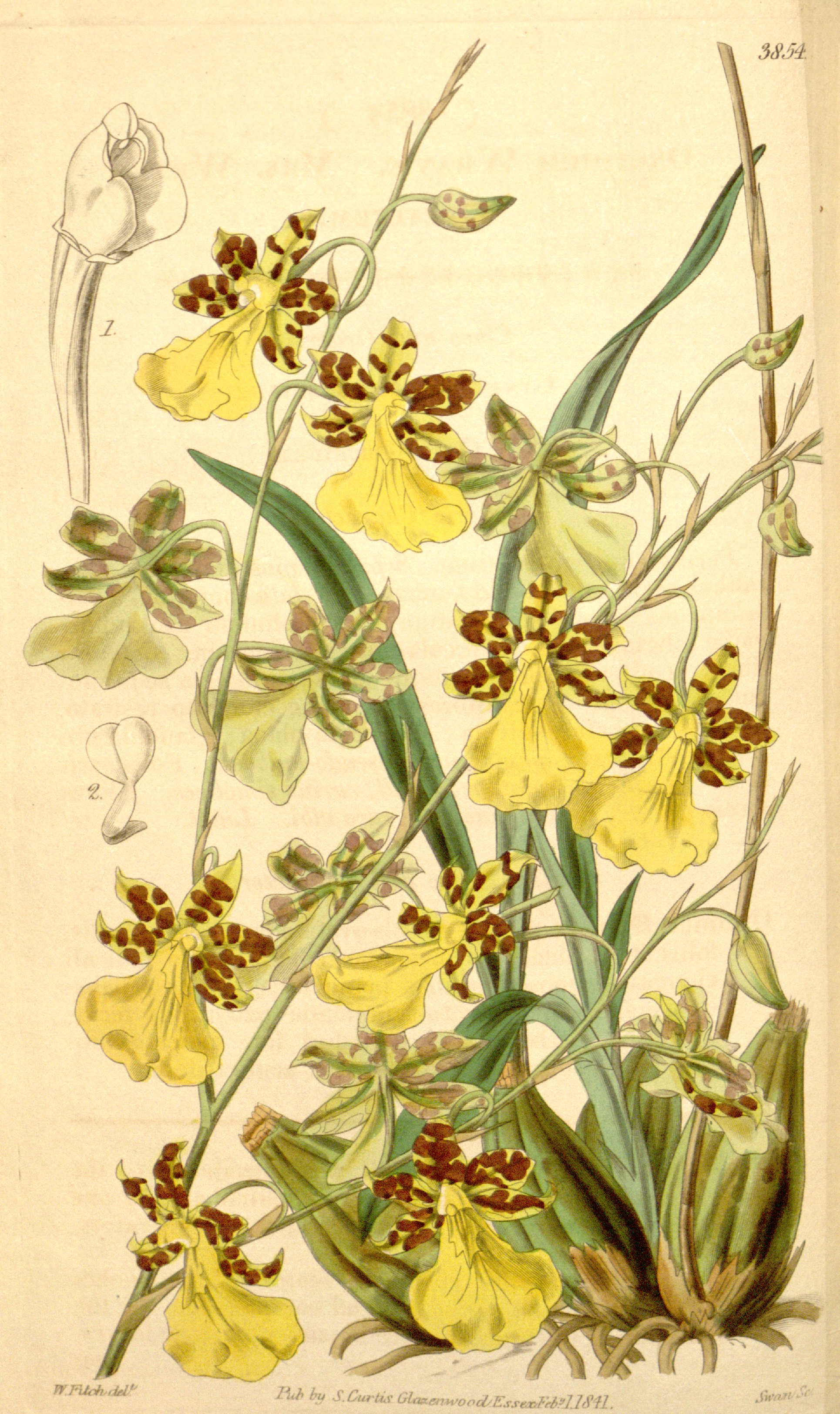